# Irina Petrushova
Irina Petrushova là nhà báo người Kazakh, người sáng lập và là tổng biên tập tuần báo Respublika (Cộng hòa) đã bị đình bản từ tháng 5 năm 2005.

## Sự nghiệp
Bà là một trong số người sáng lập tuần báo Respublika từ năm 2000. Báo này tập trung đưa tin về các vấn đề kinh tế và kinh doanh ở Kazakhstan, và thường đăng những bài chỉ trích mạnh mẽ chế độ cai trị của tổng thống Nursultan Nazarbayev. Tờ báo này đã viết về những vụ bê bối tài chính và tệ nạn dành những ưu tiên béo bở cho các người họ hàng cùng bạn bè, trong đó có bài báo điều tra tiết lộ việc Nazarbayev đã lấy ra 1 tỷ dollar Mỹ trong khoản lợi tức dầu mỏ quốc gia, đem cất giấu trong một tài khoản ở Ngân hàng Thụy Sĩ. Do đó, Petrusheva đã bị nhiều đe dọa, và tòa soạn báo bị đánh bom lửa san bằng bình địa.
Năm 2002 Petrushova đã phải lìa bỏ quê hương, tới cư ngụ ở Moskva và biên tập tờ Assandi Times, một xuất bản phẩm tường thuật rộng rãi việc Bộ Tư pháp Hoa Kỳ điều tra một nguồn tin cho rằng tổng thống Nazarbayev và các cộng sự viên của ông đã nhận khoản hối lộ 78 triệu dollar Mỹ của các công ty dầu Hoa Kỳ trong năm 2000.
Tháng 4 năm 2005 Petrushova đã bị bắt giam ngắn hạn ở Volokolamsk gần Moskva theo yêu cầu của chính quyền Kazakhstan vì họ cáo buộc bà tội trốn lậu thuế cùng vi phạm luật công dân Kazakhstan. Vài ngày sau, bà đã được thả ra. Năm 2004, bà cũng bị bắt giữ về những cáo buộc như trên ở Sankt-Peterburg.
Cuối cùng, tờ Repusblika đã bị chính quyền đóng cửa trong tháng 5 năm 2005.

## Giải thưởng
Năm 2002 Petrushova được trao tặng Giải Tự do Báo chí Quốc tế của Ủy ban bảo vệ các nhà báo.